# Martijn de Zwart
Martijn de Zwart (Valkenburg, 8 november 1990) is een Nederlands voetballer die sinds de zomer van 2011 uitkomt voor ADO Den Haag. Op 9 maart 2013 maakte hij zijn debuut in het betaald voetbal in de wedstrijd tegen AZ.

## Statistieken
| Seizoen | Club         | Land      | Competitie | Wed. | Goals |
| ------- | ------------ | --------- | ---------- | ---- | ----- |
| 2011/12 | ADO Den Haag | Nederland | Eredivisie | 0    | 0     |
| 2012/13 | ADO Den Haag | Nederland | Eredivisie | 2    | 0     |
| 2013/14 | ADO Den Haag | Nederland | Eredivisie | 2    | 0     |
| Totaal  | Totaal       | Totaal    | Totaal     | 4    | 0     |